# Lókút

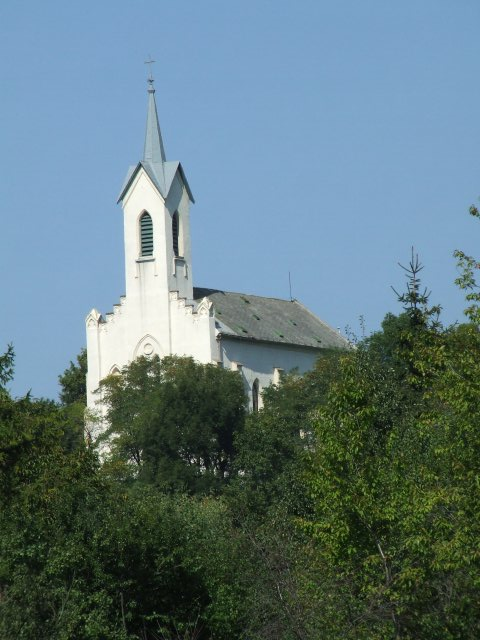
Lókút temploma

Lókút (németül: Rossbrunn) község Veszprém vármegyében, a Zirci járásban.

## Fekvése
Lókút Veszprémtől északra, Zirctől 7 kilométerre délre elterülő község a Bakonyban, azon belül a Magas-Bakonyban. A völgyet, melyben az ófalu fekszik, délkeleti irányban a Kávás-tető, déli irányban a 644 méter magas Papod-tető szelíd lankái határolják. A jórészt mezőgazdaságból, fakitermelésből és bányászatból élő falut szántóföldek és legelők, valamint vadban gazdag erdők, vadvirágos, ligetes rétek övezik.
A falu a Dunántúl egyik legmagasabban fekvő települése, így klímája is meglehetősen sajátos: érezhetően hűvösebb, csapadékosabb, mint a légvonalban alig tíz kilométerre elterülő Veszprémé. Télen jóval több hó esik, és sokkal tovább meg is marad. Az idősek szerint az sem ritka, hogy búcsú idején (szeptember 29.) már leesik az első hó, mely akár egész télen át megmarad. Ilyenkor előfordulhat, hogy az országban minden kopár, szürke, míg a Bakonyt méteres hó fedi. A völgy délkeleti irányú nyitottságának köszönhetően tiszta időben a falu magasabb pontjairól jól látható a Balaton kékeszöld víztükre, ám e csekély távolság ellenére akár több hetes késéssel köszönt a tavasz Lókútra, az ősz pedig sokkal hamarabb érkezik.

### Megközelítése
A település közúton két irányból közelíthető meg, a 8-as vagy a 82-es főút irányából. A 8-asról Márkónál letérve, Hárskúton át érhető el a falu, a 83 111-es, majd a 83 134-es számú mellékutakon. A 82-es útról Zirc központjának déli részén kell letérni, a 20. kilométer előtt, Pénzesgyőr irányába, a 8301-es útra, amelyről Akli után lekanyarodva, a 83 103-as úton juthatunk el Lókútra. Ez utóbbi út egyébként közvetlenül is csatlakozik a 82-es főúthoz, annak 10. kilométere közelében, de az a szakasza ma inkább csak korlátozott forgalmú erdészeti útként szolgál.
Vasútvonal nem érinti a települést, habár a MÁV 11-es számú Győr–Veszprém-vasútvonalának egyik, már évtizedekkel ezelőtt megszűnt megállóhelye egy időben a Lókút megállóhely elnevezést viselte. A megállóhely azonban Olaszfalu közigazgatási területén létesült, Lókúttól a távolsága még földúton is körülbelül 5 kilométer volt.

## Története
A jelenlegi község területe már a rézkor, a késői bronzkor és a korai vaskor idején (i. e. 1000 – i. e. 500 körül) lakott volt. Az ásatások során telepnyomokra és urnamezős kultúrára utaló halmokra bukkantak a régészek. Később a vidék elnéptelenedett, bár római kori pénzek is előkerültek az ásatások során.
A középkorban fontos út vezetett erre, mely Pápát illetve Győrt kötötte össze Veszprémmel. Az út mentén sorra itatóhelyek voltak, melyek emlékét a helységnevek ma is őrzik (Lókút, Büdöskút). Területe a cseszneki váruradalomhoz tartozott, illetve a 17. századtól az Esterházyaké lett.
A településről fennmaradt első írásos említés 1758-ból ismert (Lókút). A török visszaszorítása után a környéken is megindult a szlovák, illetve a német nyelvű lakosság betelepítése. A környékbeli építkezésekre a lóitató kútra járó dűlőből hordták a fát, melynek megakadályozására, erdeinek védelmére az Esterházy-uradalom egy kis falut telepített ide: Lókutat. 1758–1759-ben húsz szlovák család települt le, akik kápolnát és iskolát építettek. Később, a 18. század második felében további szlovák, majd bajor telepesek érkeztek. Megindult a lakosság keveredése, majd elnémetesedése, amit elősegített az 1760–1770-es években a mai óbánya helyén felépített üveghuta felépítése, melynek munkásai szinte kizárólag németajkúak voltak.
A település 1800-ban a Bertalan család birtokába került, lakossága a 19. században főként állattenyésztéssel, fuvarozással és faeszközök készítésével foglalkozott. 1910-ben a településen 1753 magyar és német lakos élt. A második világháborút követően, 1948-ban mintegy hatvan lókúti német családot telepítettek ki Németországba.
A falu 1984–1992 között Zirchez tartozott. Területéből 1956-ban vált ki és alakult önálló községgé Gyertyánkút (Hárskút néven), illetve Pénzeskút (Pénzesgyőr néven).

## Közélete

### Polgármesterei
- 1992–1994:
- 1994–1998: Fallman József (független)[3]
- 1998–2002: Fallmann József (független német kisebbségi)[4]
- 2002–2006: Surányi Mihály (független)[5]
- 2006–2010: Surányi Mihály (független)[6]
- 2010–2014: Surányi Mihály (független)[7]
- 2014–2019: Surányi Mihály (független)[8]
- 2019–2024: Sümeginé Hegyi Ilona Adelheid (független)[9]
- 2024– : Sümeginé Hegyi Ilona Adelheid (független)[1]

## Népesség
A település népességének változása:
| Lakosok száma | 411  | 390  | 398  | 424  | 468  | 466  | 476  |
|               | 2013 | 2014 | 2015 | 2021 | 2022 | 2023 | 2024 |

A 2011-es népszámlálás során a lakosok 93%-a magyarnak, 29,4% németnek, 0,2% szerbnek mondta magát (6,1% nem nyilatkozott; a kettős identitások miatt a végösszeg nagyobb lehet 100%-nál). A vallási megoszlás a következő volt: római katolikus 71%, református 3,5%, evangélikus 0,2%, felekezeten kívüli 7,2% (18% nem nyilatkozott).
2022-ben a lakosság 81,6%-a vallotta magát magyarnak, 12,4% németnek, 0,4% cigánynak, 0,2% örménynek, 0,2% horvátnak, 3% egyéb, nem hazai nemzetiségűnek (17,5% nem nyilatkozott; a kettős identitások miatt a végösszeg nagyobb lehet 100%-nál). Vallásuk szerint 41,2% volt római katolikus, 2,4% református, 0,6% evangélikus, 1,1% egyéb keresztény, 0,2% egyéb katolikus, 8,1% felekezeten kívüli (46,2% nem válaszolt).

## Testvértelepülései
- Hebertshausen  Németország

## Nevezetességei
A lókúti templom 1868–1869-ben épült, neogótikus-romantikus stílusban, Mihály arkangyal tiszteletére szentelték. Fekvése festői: a község főterének tekinthető egykori lóitató kúttal szemközti dombtetőn, az iskola és óvoda karéja fölé magasodik. Előteréből kilátás nyílik a falura és a környékre, mögötte kálvária található. Noha nem a falu legmagasabb pontján épült, mégis szinte mindenhonnan látszik a faluban és környékén.

## Galéria

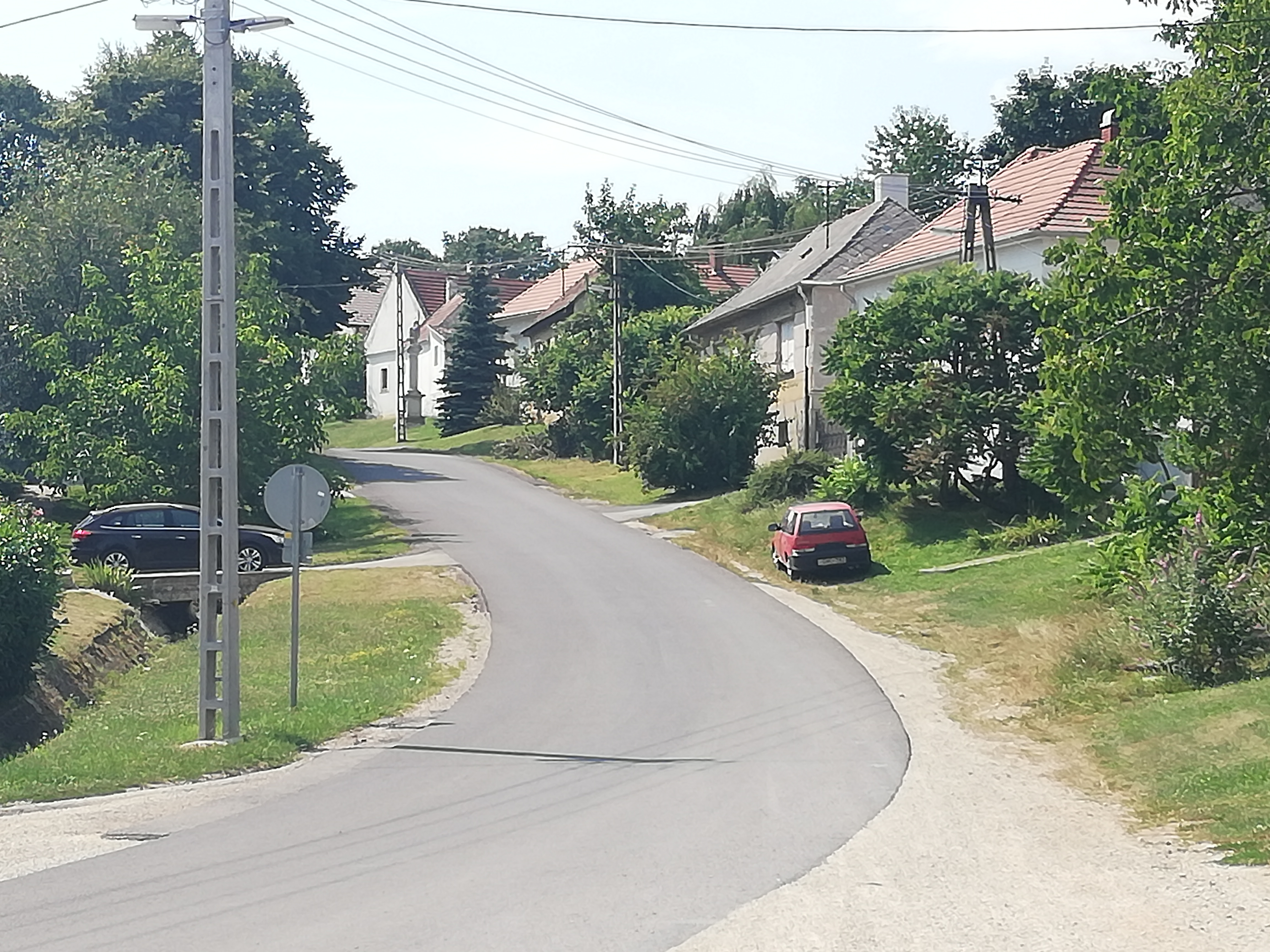
Lókúti utcakép a központtól nyugat felé nézve
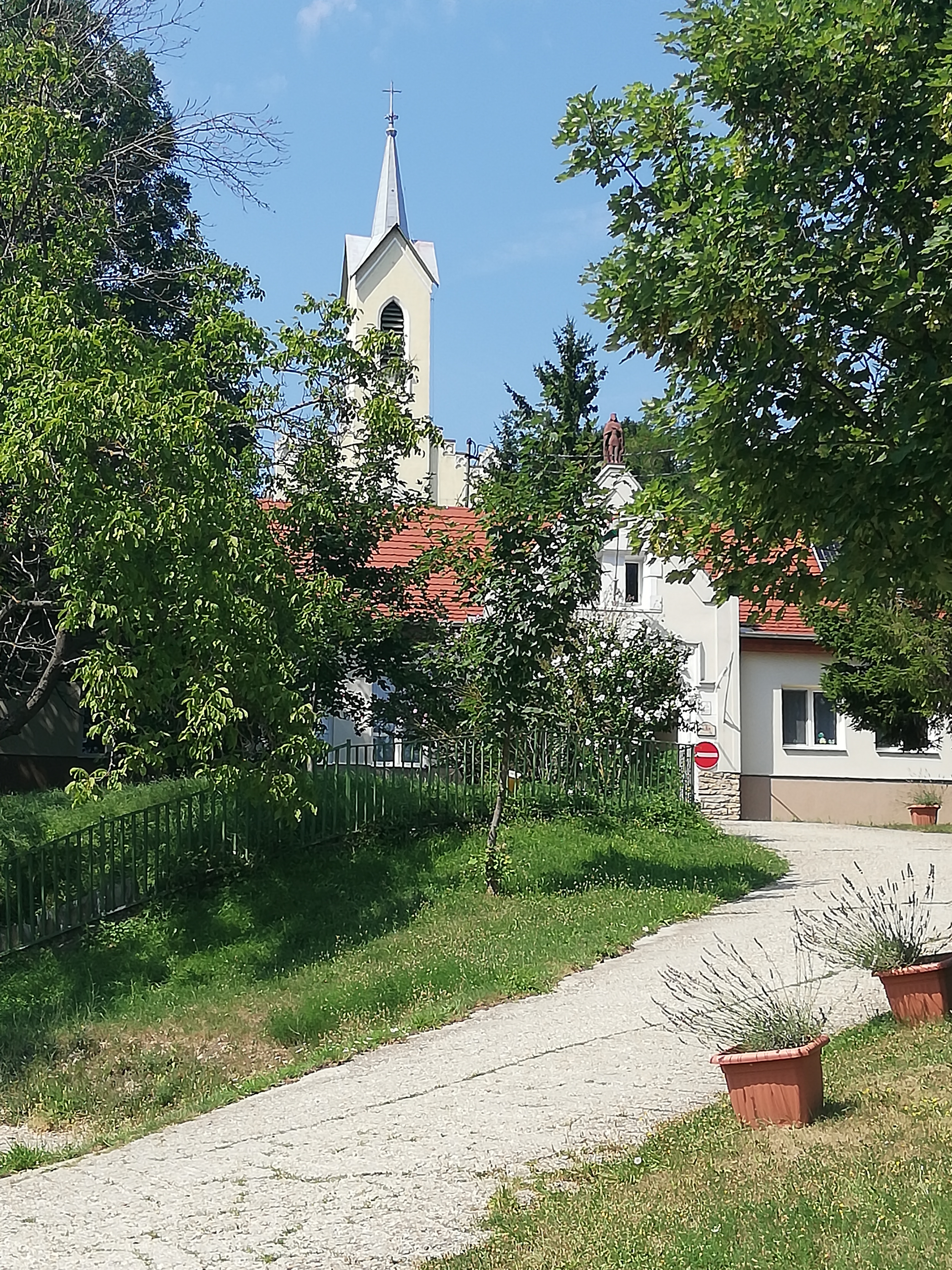
Lókút temploma a főutcáról nézve
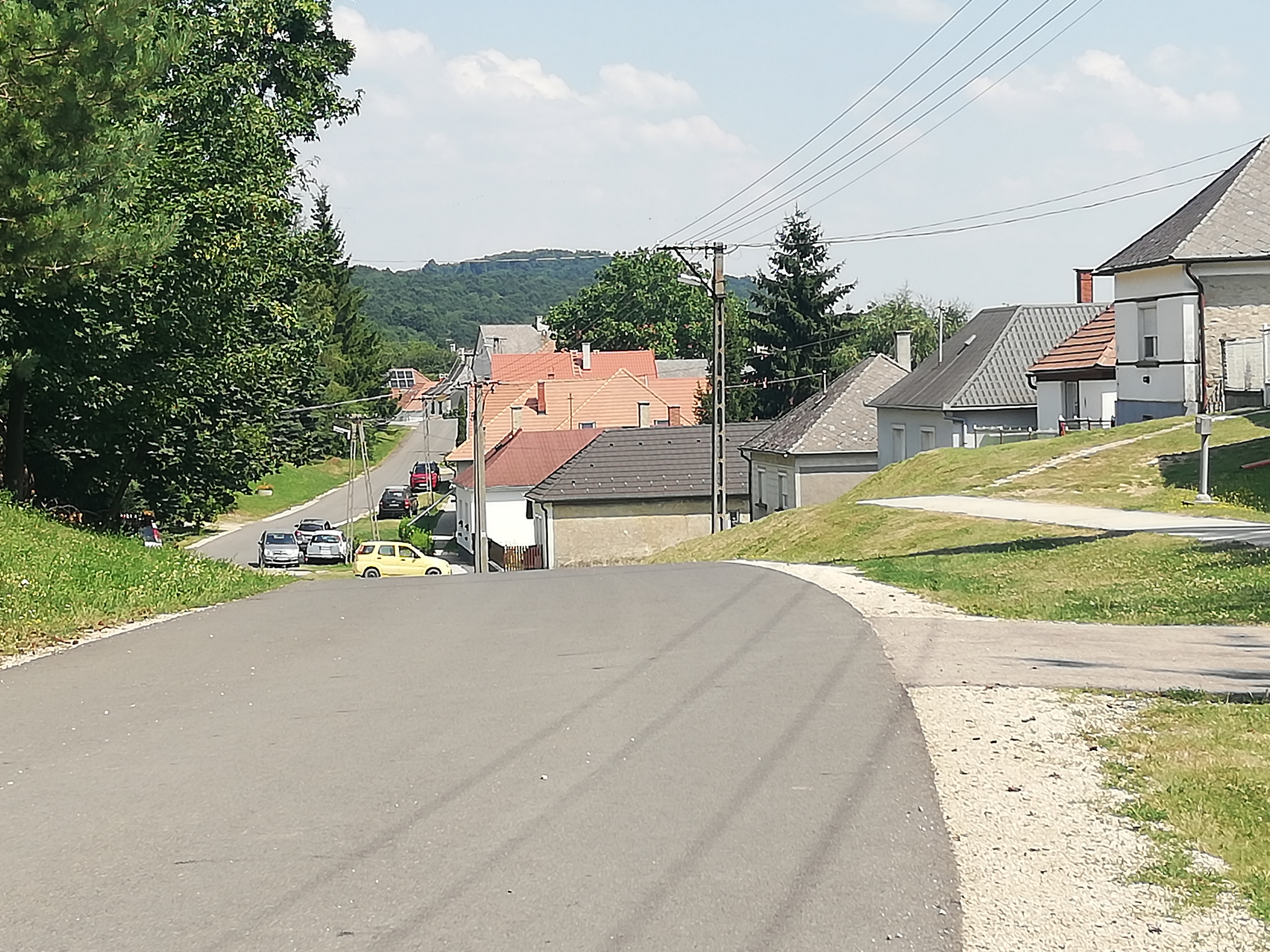
Lókúti utcakép a központtól kelet felé nézve
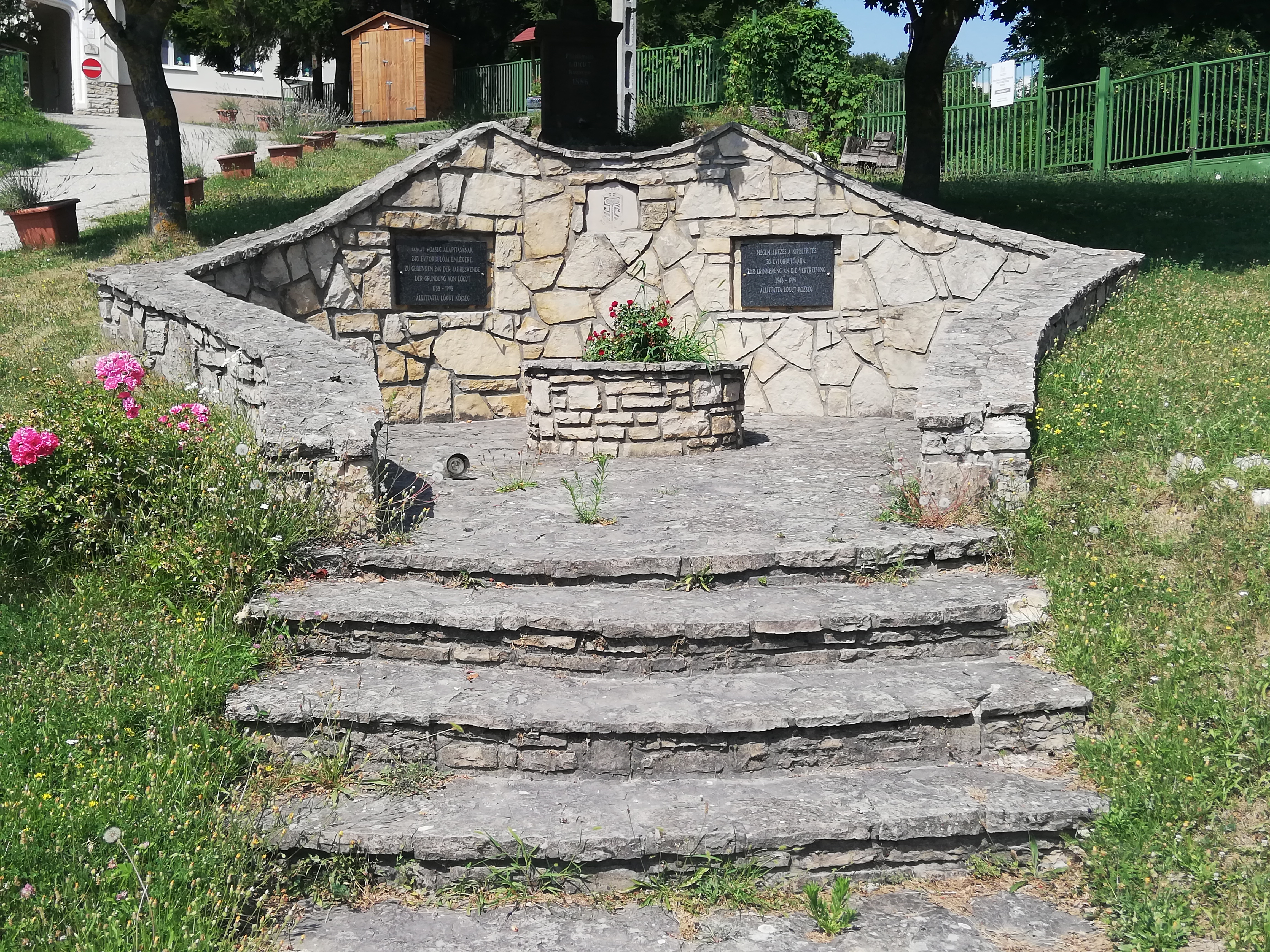
Lókút alapításának és a német lakosok kitelepítésének közös emlékműve
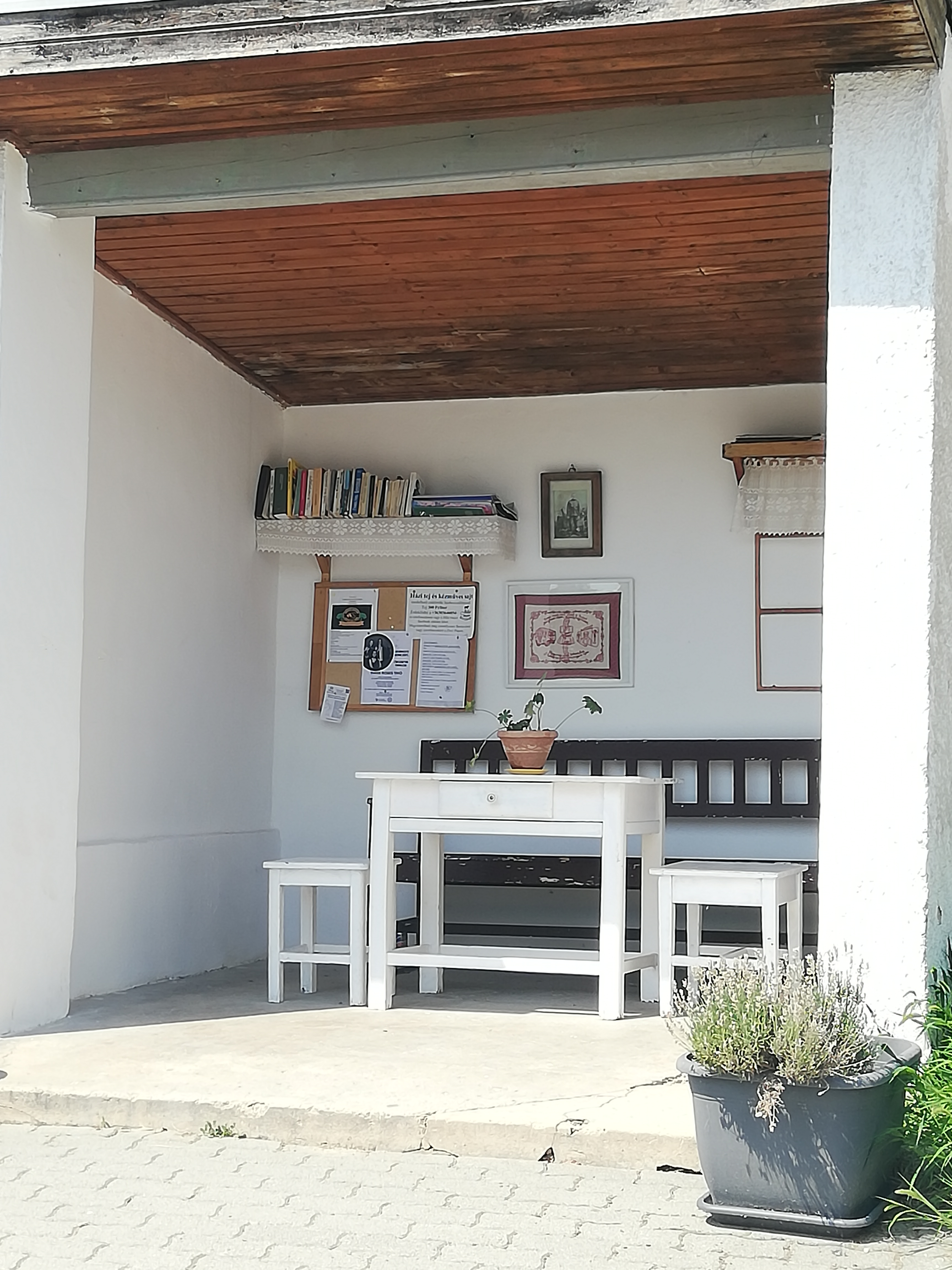
Mini kiállítás és könyvtár a lókúti buszváróban
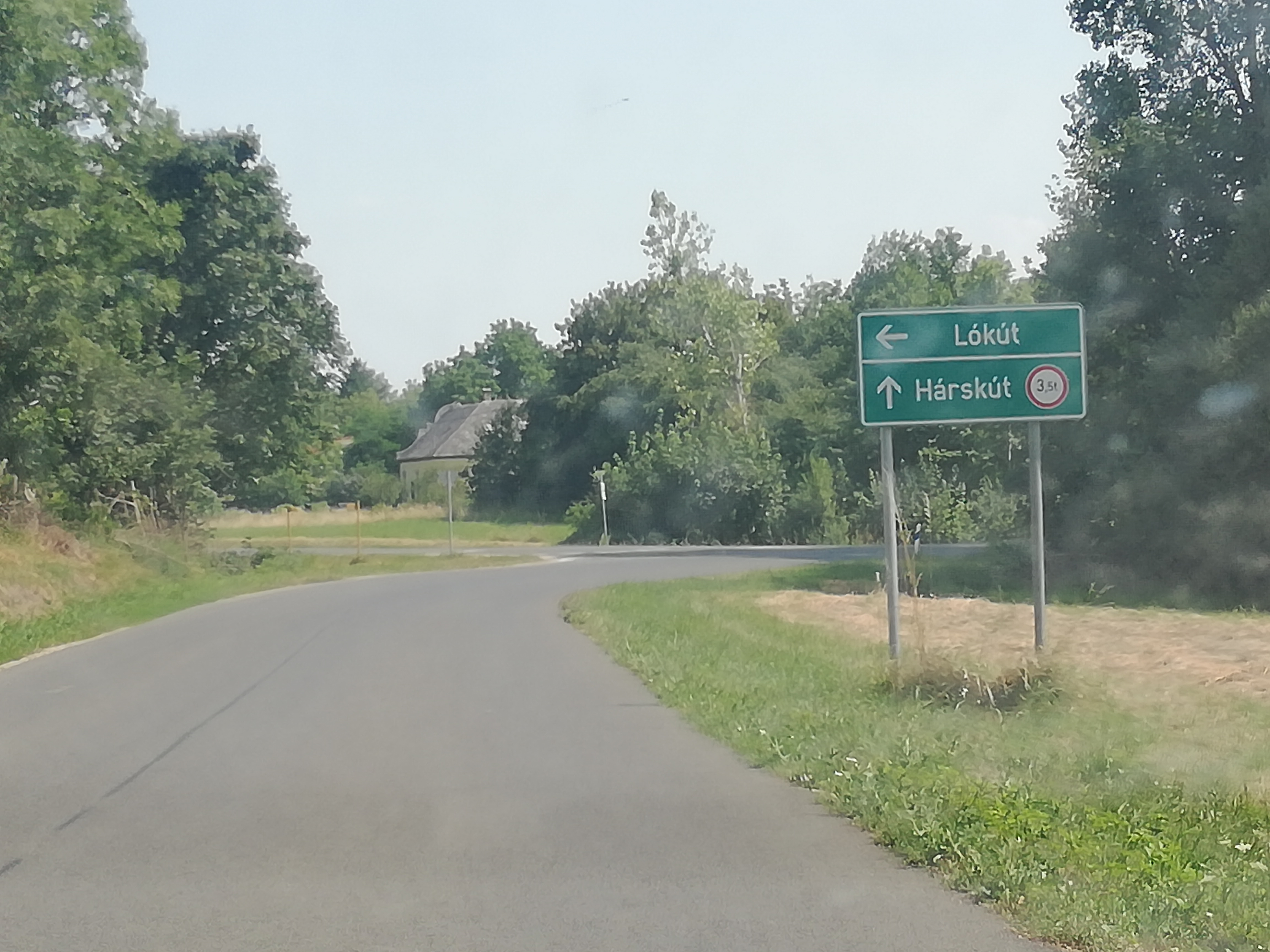
A Lókút-Hárskút elágazás

## Természeti környezet

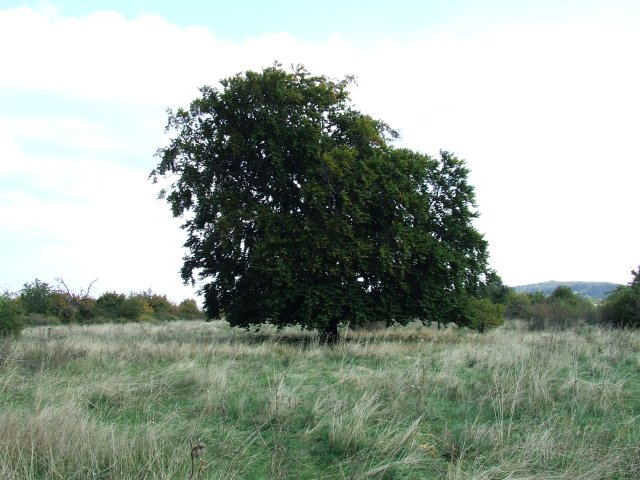
Magányos bükk Lókút felett

Lókút és a környék igazi kincse, nevezetessége a buja növény- és a rendkívül gazdag állatvilág.
A falut környékező dombok bozótos rétjeit tavasszal ezerféle virág illata lengi be. A hó elolvadtával előbújik a hóvirág, néhol csapatostul, másutt tömegestül borítja a kopasz erdők talaját. Május elején, utoljára kihasználva a még lombtalan bükkösök hűs aljának fényét, valóságos virágszőnyeget sző a medvehagyma. Később a fák is virágba borulnak, a vadcseresznye és a kőris fehéren pettyezi a zöldülő erdőt. A virágparádé a nyáron át, egészen őszig zajlik, és a legvégső fellépők sem utolsók: nyílik az őszi kikerics csodálatos színével díszítve a mezőt.
Nyáron és ősszel a bokrok roskadoznak a csipkebogyótól, kökénytől, galagonyától és szedertől; táplálják és elrejtik a vadat. Az erdők és ligetek fái madárcseresznyétől piroslanak, ágaik a vadalma vagy a vadkörte súlyától hajladoznak.
Eső után a mezőkön, erdőkben számtalan ízletes gomba található, messziről idecsalogatva a gombászokat. Zsákmányuk akár fejnyi nagyságú pöfeteg, félméteres őzláb, vagy több kilónyi csibegomba is lehet. Az erdőkben megterem a gombák királya, a szarvasgomba is.

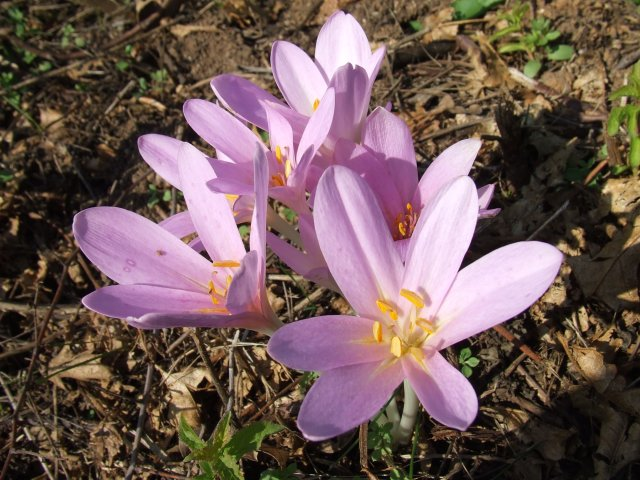
Őszi kikerics Márkó és Hárskút között

A falu tetői közt ezer meg ezer fecske cikáz: ebédet gyűjtenek az ereszek alatt cseperedő fiókáiknak. Künn a mezőn pacsirta csivitel, egerészölyv és sas les áldozatára. Az éjjeli bagoly huhogását vészjóslóan visszhangozzák a Papod erdei. Ám csak a fű között megbúvó hörcsögöknek, pockoknak van félnivalójuk. Nem csak égen, földön is van ellenségük: a rókák, borzok, görények nem csak őket, a házi aprójószágot sem kímélik.
De nem csak a gyors, apró ragadozók merészkednek el egészen a házakig! Gyakran látni esténként őzeket a kert végében. A vaddisznók éjjeli látogatását legtöbbször csak túrásuk nyoma árulja el. Ősszel a távolból hallatszik a hatalmas szarvasok bőgése, agancsaik csattogása, amint viaskodnak.
Szép időben harsány színű gyíkok sütkéreznek a nap sugarában, a mezőn sikló, vagy lábatlan gyík pikkelye csillan a napfényben. Szerencsés, aki őket meglátja, mert félénk állatok, gyorsan eliszkolnak.